# Agapetes affinis
Agapetes affinis là một loài thực vật có hoa trong họ Thạch nam. Loài này được (Griff.) Airy Shaw mô tả khoa học đầu tiên năm 1958.